# Helipterum speciosissimum
Helipterum speciosissimum là một loài thực vật có hoa trong họ Cúc. Loài này được (L.) DC. mô tả khoa học đầu tiên năm 1838.